# Francis Kumi
Francis Kumi – ghański piłkarz grający na pozycji napastnika. W swojej karierze grał w reprezentacji Ghany.

## Kariera klubowa
W swojej karierze piłkarskiej Kumi grał w klubie Asante Kotoko SC.

## Kariera reprezentacyjna
W reprezentacji Ghany Kumi zadebiutował w 1980 roku. W tym samym roku został powołany do kadry na Puchar Narodów Afryki 1980. Na tym turnieju wystąpił w trzech meczach grupowych: z Algierią (0:0), z Gwineą (1:0) i z Marokiem (0:1).
W 1984 roku Kumi został powołany do kadry na Puchar Narodów Afryki 1984. Na tym turnieju zagrał w trzech meczach grupowych: Nigerią (1:2), z Algierią (0:2) i z Malawi (1:0). W kadrze narodowej grał do 1988 roku.